# Escunhau e Casarilh
Escunhau e Casarilh és una entitat municipal descentralitzada del municipi de Vielha e Mijaran, a la Vall d'Aran. Els dos pobles que la formen, Escunhau i Casarilh, estan situats al llarg de la ribera de la Garona i de la C-28 que uneix Vielha amb Salardú. El 2019 tenia 195 habitants.
| Entitat de població | Habitants (2019) |
| ------------------- | ---------------- |
| Casarilh            | 81               |
| Escunhau            | 114              |
| Font: Idescat       |                  |